# Viggo Frederiksen
Viggo Frederiksen (21. september 1916 i København – 11. december 1993 i Hillerød) var en dansk professionel bokser i fjervægtsklassen.
Som amatør boksede Viggo Frederiksen for Hillerød SK, hvor han vandt det danske mesterskab i fjervægt i 1934. I årene 1935-1943 vandt han DM i både bantamvægt og fjervægt, og opnåede således 17 DM titler. Han deltog i Sommer-OL 1936 i bantamvægt, men tabte sin første kamp til Oscar de Larrazábal.
Han debuterede som professionel den 15. november 1946 mod Sam Benchetrit i KB Hallen, hvor han opnåede uafgjort. Efter yderligere 8 kampe, der resulterede i 4 sejre, 3 uafgjorte og et enkelt nederlag blev han den 6. februar 1948 matchet mod den stærke finne Elis Ask, der havde 9 sejre i 9 kampe. Viggo Frederiksen var overmatchet, og blev slået ud i 4. omgang. Elis Ask vandt siden europamesterskabet i letvægt.
Efter fiaskoen mod Elis Ask blev Viggo Frederiksens modstandere valgt med større omhu, og i de næste 6 kampe besejrede Frederiksen boksere, der udmærkede sig ved kun sjældent at have vundet en professionel boksekamp. Første modstander herefter, der havde flere sejre end nederlag bag sig, var Caliostro Etter, der da også besejrede Frederiksen på point. Det blev herefter til to yderligere sejre over svage modstandere. Sidste kamp blev bokset den 8. april 1949 i KB Hallen mod franskmanden Rosee.
Frederiksen opnåede 19 kampe, vandt de 11 (ingen før tid), tabte de 3 (2 før tid) og opnåede uafgjort 5 gange.